# Presidenti della Provincia di Roma
Elenco dei presidenti dell'amministrazione provinciale di Roma dal 1847 al 2014.

## Stato Pontificio (1847-1870)

### Presidenti del Consiglio provinciale
- Lodovico Altieri (ottobre 1847 – dicembre 1849)
- Livio Mariani (febbraio 1849 – luglio 1849)
- Lodovico Altieri (luglio 1849 – settembre 1849)
- Roberto Giovanni Roberti (settembre 1849 – settembre 1860)
- Giuseppe Arboreo Mella (settembre 1860 – giugno 1866)
- Tommaso Lupi (giugno 1866 – settembre 1870)

## Regno d'Italia (1870-1946)

### Presidenti del Consiglio provinciale (1870-1923)
- Giuseppe Lunati (novembre 1870 – settembre 1871)
- Domenico Duranti Valentini (settembre 1871 – settembre 1872)
- Luigi Pianciani (settembre 1872 – dicembre 1873)
- Giuseppe Cencelli (dicembre 1873 – agosto 1881)
- Augusto Baccelli (8 agosto 1881 – 13 agosto 1889)
- Onorato Caetani (agosto 1889 – giugno 1893)
- Tommaso Tittoni (giugno 1893 – agosto 1898)
- Giacomo Balestra (agosto 1898 – settembre 1902)
- Menotti Garibaldi (settembre 1902 – settembre 1905)
- Tommaso Tittoni (1905 – 1920)[2]
- Ernesto Orrei (novembre 1920 – maggio 1923)

### Presidenti della Deputazione provinciale (1889-1923)
| Nº  | Ritratto | Nome                      | Mandato       | Mandato       | Partito | Partito |
| Nº  | Ritratto | Nome                      | Inizio        | Fine          | Partito | Partito |
| --- | -------- | ------------------------- | ------------- | ------------- | ------- | ------- |
| 1   |          | Filippo Berardi           | 1889          | 1895          | ?       |         |
| 2   |          | Felice Borghese           | 1895          | dicembre 1905 | ?       |         |
| 3   |          | Alberto Cencelli          | dicembre 1905 | 1913          | ?       |         |
| 4   |          | Pietro Lante della Rovere | 1914          | 1920          | ?       |         |
| (3) |          | Alberto Cencelli          | novembre 1920 | febbraio 1921 | ?       |         |
| 5   |          | Pietro Baccelli           | febbraio 1921 | maggio 1923   | ?       |         |

### Presidenti della Commissione Reale (1923-1930)
| Nº | Ritratto | Nome                | Mandato       | Mandato       | Partito | Partito                    |
| Nº | Ritratto | Nome                | Inizio        | Fine          | Partito | Partito                    |
| -- | -------- | ------------------- | ------------- | ------------- | ------- | -------------------------- |
| 1  |          | Pietro Baccelli     | maggio 1923   | dicembre 1925 |         | Partito Nazionale Fascista |
| 2  |          | Giuseppe Ceccarelli | dicembre 1925 | gennaio 1927  |         | Partito Nazionale Fascista |
| 3  |          | Giovanni Vaselli    | gennaio 1927  | 1930          |         | Partito Nazionale Fascista |

### Presidi del Rettorato (1930-1944)
| Nº | Ritratto | Nome                                                | Mandato     | Mandato     | Partito | Partito                       |
| Nº | Ritratto | Nome                                                | Inizio      | Fine        | Partito | Partito                       |
| -- | -------- | --------------------------------------------------- | ----------- | ----------- | ------- | ----------------------------- |
| 1  |          | Piero Colonna                                       | 1930        | 1934        |         | Partito Nazionale Fascista    |
| –  |          | Gualtiero Fraschetti (Vicepreside facente funzioni) | marzo 1934  | marzo 1936  |         | Partito Nazionale Fascista    |
| 2  |          | Giangiacomo Borghese                                | marzo 1936  | 1939        |         | Partito Nazionale Fascista    |
| 3  |          | Gualtiero Fraschetti                                | 1939        | 1943        |         | Partito Nazionale Fascista    |
| –  |          | Giovanni Battista Angius (Commissario prefettizio)  | agosto 1943 | giugno 1944 |         | Partito Fascista Repubblicano |

## Italia repubblicana (1946-2014)

### Presidenti della Deputazione provinciale (1944-1951)
| Nº | Ritratto | Nome                                        | Mandato           | Mandato        | Partito | Partito                        |
| Nº | Ritratto | Nome                                        | Inizio            | Fine           | Partito | Partito                        |
| -- | -------- | ------------------------------------------- | ----------------- | -------------- | ------- | ------------------------------ |
| –  |          | Salvatore Lo Voi (Commissario prefettizio)  | giugno 1944       | 1944           |         | —                              |
| –  |          | Giuseppe Porcelli (Commissario prefettizio) | 1944              | settembre 1944 |         | —                              |
| 1  |          | Emanuele Finocchiaro Aprile                 | 11 settembre 1944 | 23 giugno 1952 |         | Partito Democratico del Lavoro |

### Presidenti della Provincia

#### Eletti dal Consiglio provinciale (1952-1995)
| Nº  | Ritratto | Nome                     | Mandato           | Mandato           | Partito | Partito                                 |
| Nº  | Ritratto | Nome                     | Inizio            | Fine              | Partito | Partito                                 |
| --- | -------- | ------------------------ | ----------------- | ----------------- | ------- | --------------------------------------- |
| 1   |          | Giuseppe Sotgiu          | 23 giugno 1952    | 27 novembre 1954  |         | Partito Socialista Italiano             |
| 2   |          | Edoardo Perna            | 27 novembre 1954  | 28 giugno 1956    |         | Partito Comunista Italiano              |
| 3   |          | Giorgio Andreoli         | 12 luglio 1956    | 13 agosto 1956    |         |                                         |
| 4   |          | Giuseppe Bruno           | 24 ottobre 1956   | 16 dicembre 1960  |         | Partito Socialista Italiano             |
| 5   |          | Paolo Pulci              | 16 dicembre 1960  | 23 dicembre 1960  |         |                                         |
| 6   |          | Nicola Signorello        | 19 gennaio 1961   | 9 luglio 1965     |         | Democrazia Cristiana                    |
| 7   |          | Ettore Ponti             | 9 luglio 1965     | 2 agosto 1966     |         | Democrazia Cristiana                    |
| 8   |          | Girolamo Mechelli        | 2 agosto 1966     | 1º agosto 1970    |         | Democrazia Cristiana                    |
| 9   |          | Violenzio Ziantoni       | 1º agosto 1970    | 9 agosto 1971     |         | Democrazia Cristiana                    |
| 10  |          | Francesco Maggi          | 9 agosto 1971     | 18 ottobre 1971   |         | Democrazia Cristiana                    |
| (9) |          | Violenzio Ziantoni       | 18 ottobre 1971   | 9 marzo 1972      |         | Democrazia Cristiana                    |
| 11  |          | Giorgio La Morgia        | 9 marzo 1972      | 12 agosto 1976    |         | Democrazia Cristiana                    |
| 12  |          | Lamberto Mancini         | 12 agosto 1976    | 13 ottobre 1981   |         | Partito Socialista Democratico Italiano |
| 13  |          | Gianroberto Lovari       | 13 ottobre 1981   | 30 settembre 1985 |         | Partito Socialista Italiano             |
| 14  |          | Evaristo Ciarla          | 30 settembre 1985 | 4 agosto 1987     |         | Partito Repubblicano Italiano           |
| 15  |          | Maria Antonietta Sartori | 5 agosto 1987     | 6 agosto 1990     |         | Partito Comunista Italiano              |
| 16  |          | Salvatore Canzoneri      | 7 agosto 1990     | 21 dicembre 1992  |         | Partito Repubblicano Italiano           |
| 17  |          | Gino Settimi             | 21 dicembre 1992  | 31 luglio 1993    |         | Partito Democratico della Sinistra      |
| 18  |          | Achille Ricci            | 31 luglio 1993    | 29 novembre 1994  |         | Partito Liberale Italiano               |
| 19  |          | Giorgio Fregosi          | 29 novembre 1994  | 8 maggio 1995     |         | Partito Democratico della Sinistra      |

#### Eletti direttamente dai cittadini (1995-2014)
| Nº | Ritratto | Nome                                                | Mandato          | Mandato          | Partito | Partito                                                    | Coalizione | Coalizione                           | Elezione | Elezione |
| Nº | Ritratto | Nome                                                | Inizio           | Fine             | Partito | Partito                                                    | Coalizione | Coalizione                           | Elezione | Elezione |
| -- | -------- | --------------------------------------------------- | ---------------- | ---------------- | ------- | ---------------------------------------------------------- | ---------- | ------------------------------------ | -------- | -------- |
| 19 |          | Giorgio Fregosi                                     | 8 maggio 1995    | 7 giugno 1998    |         | Partito Democratico della Sinistra Democratici di Sinistra |            | L'Ulivo (PDS-PPI-PdD-PRI-PSDI-FL)    | 1995     |          |
| –  |          | Francesco Merloni (Vicepresidente facente funzioni) | 7 giugno 1998    | 17 dicembre 1998 |         | Democratici di Sinistra                                    |            | L'Ulivo (PDS-PPI-PdD-PRI-PSDI-FL)    | 1995     |          |
| 20 |          | Silvano Moffa                                       | 17 dicembre 1998 | 17 giugno 2003   |         | Alleanza Nazionale                                         |            | Polo per le Libertà (AN-FI-CCD)      | 1998     |          |
| 21 |          | Enrico Gasbarra                                     | 17 giugno 2003   | 26 febbraio 2008 |         | La Margherita Partito Democratico                          |            | L'Ulivo (DS-DL-PRC-FdV-PdCI-PDI-IdV) | 2003     |          |
| –  |          | Marisa Troise Zotta (Commissario prefettizio)       | 26 febbraio 2008 | 30 aprile 2008   |         | —                                                          | —          | —                                    | —        |          |
| 22 |          | Nicola Zingaretti                                   | 30 aprile 2008   | 28 dicembre 2012 |         | Partito Democratico                                        |            | PD-SA-IdV-RI                         | 2008     |          |
| –  |          | Umberto Postiglione (Commissario prefettizio)       | 28 dicembre 2012 | 1º ottobre 2013  |         | —                                                          | —          | —                                    | —        |          |
| –  |          | Riccardo Carpino (Commissario prefettizio)          | 1º ottobre 2013  | 31 dicembre 2014 |         | —                                                          | —          | —                                    | —        |          |